# Otinotus shoanus
Otinotus shoanus är en insektsart som beskrevs av William Lucas Distant. Otinotus shoanus ingår i släktet Otinotus och familjen hornstritar. Inga underarter finns listade i Catalogue of Life.